# Baccaurea dolichobotrys
Baccaurea dolichobotrys är en emblikaväxtart som beskrevs av Elmer Drew Merrill. Baccaurea dolichobotrys ingår i släktet Baccaurea och familjen emblikaväxter. Inga underarter finns listade i Catalogue of Life.